# منطق العمل
منطق العمل (بالإنجليزية: Business logic)‏ في هندسة البرمجيات، منطق العمل هو الجزء من البرنامج الذي يشفر قواعد العمل والتي تحدد كيفية إنشاء البيانات وتخزينها وتغييرها.

## أمثلة
يشمل منطق الأعمال:
- مهام سير العمل وهي المهام المرتبة لتمرير المستندات أو البيانات من مشارك (شخص أو نظام برمجيات) إلى آخر.[2]

يجب تمييز منطق الأعمال عن قواعد العمل. منطق الأعمال هو جزء من نظام المؤسسة الذي يحدد كيفية تحويل البيانات أو حسابها، وكيف يتم توجيهها إلى الأشخاص أو البرامج (سير العمل). قواعد العمل هي تعبيرات رسمية عن سياسة العمل. أي شيء هو عبارة عن عملية أو إجراء هو منطق الأعمال، وأي شيء ليس عملية ولا إجراء هو قاعدة عمل. الترحيب بالزائر الجديد هو عملية (سير عمل) تتكون من خطوات يجب اتخاذها، في حين أن القول بأن كل زائر جديد يجب الترحيب به هو قاعدة عمل. علاوة على ذلك، فإن منطق الأعمال هو إجرائي في حين أن قواعد العمل تعتبر تعويضية.